# Timo Riiho
Timo Riiho (Kotka, Kymi, Finlàndia, 7 d'octubre de 1950 - 2 de juny de 2021) va ser un professor finès de les llengües de la península Ibèrica. Era catedràtic de llengües ibero-romàniques i va treballar al Departament de Filologia Hispànica de la Universitat de Helsinki. Estudiós de la situació lingüística del finès, així com del basc, el català o el gallec.
Va ser un de fundadors de l'Institut Iberoamericà de la Universitat i de l'Institut Iberoamericà de Finlàndia a Madrid, el director del qual va ser entre els anys 2002 i 2006.

## Relació amb el basc
Amb l'ajuda d'un amic, va començar a aprendre basc com un passatemps clandestí a principis dels anys setanta. Més tard, l'any 1980, va aprendre millor basc durant una estada d'immersió de tres mesos al Santuari d'Arantzazu.
L'any 1984 va participar en les jornades organitzades per Euskaltzaindia a Eibar. Com a lingüista, el verb basc semblava terrible, complicat, però meravellós alhora. Juntament amb això, també estimava l'arcaicitat de la llengua basca.
Va tenir una estreta relació amb Txillardegi, i va fer nombroses visites al País Basc per donar conferències (més de 30.000 oients en total). En una entrevista al programa Euskalonski d'Euskal Telebista, Timo Riiho va revelar que Finlàndia i la llengua finlandesa van ser una font d'inspiració per a Txillardegi, per crear un basc unit i per proposar una política lingüística per ampliar l'ús del basc. En veure com van crear una llengua cultural amb el finès a Finlàndia, va voler aplicar aquest model al País Basc.

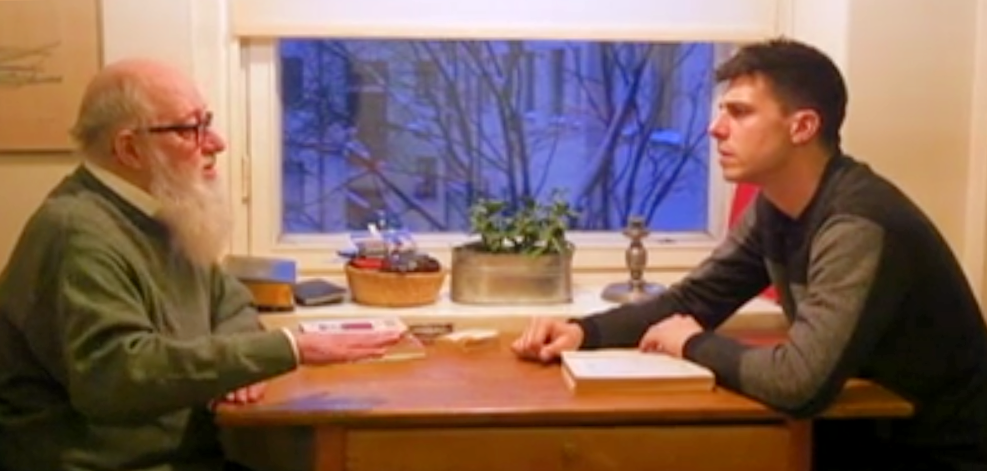
Timo Riiho i Pello Reparaz al programa de televisió Euskalonski d'ETB1 (24/09/2019)